# مستشفى المملكة
مستشفى المملكة هو أحد المستشفيات الكبيرة بمدينة الرياض وأحد أفرع شركة المملكة القابضة.

## نبذة
يقع المستشفى في حي الربيع، شارع التخصصي شمال الرياض في السعودية. هو أحد أحدث المستشفيات الخاصة بالمملكة وأكثرها تجهيزاً. جاء إنشاء المستشفى كأحد أهم إنجازات صاحب السمو الملكي الأمير الوليد بن طلال آل سعود، المعروف بحرصه الشديد على دعم الاقتصاد الوطني. 

## التأسيس
افتتح المستشفى رسمياً في شوال 1421هـ برعاية كريمة من صاحب السموالملكي الأمير عبد الله بن عبد العزيز «ولي العهد آنذاك» واندمج مع العيادات الاستشارية في 14 أكتوبر 2002. وقد أسهم هذا الاندماج الذي يعد بمثابة الحدث الأول من نوعه على صعيد المملكة في إنتاج مشروع مكمل للخدمات الطبية التي وفرت رعاية صحية يشهد لها الجميع بالتطور والتميز. 

## الخدمات الطبية
شرع مستشفى المملكة في تقديم الخدمات الطبية الشاملة والتي تتميز بعلو المستوى في شهر مارس من العام 2018 حيث تم جلب أحدث التقنيات السريرية والعلاجية من كافة أرجاء العالم بغية توفير خدمات رعاية صحية على مستوى عال من الجودة.
يقدم مستشفى المملكة كافة أنواع الاستشارات والخدمات العلاجية مستخدماً في سبيل ذلك أحدث المعدات. يتكون مستشفى المملكة من العديد من الأقسام الطبية المتخصصة والتي تشمل: طب الأطفال، الطب الباطني، أمراض النساء والولادة، الجراحة ناهيك عن مركز علاج الألم ووحدة إعادة التأهيل والعلاج الطبيعي. وكانت وحدات غرفة الطوارئ والعناية المركزة في مستشفى المملكة هي الوحدات الأولى التي جرى تشغيلها وفق معايير الكلية الأمريكية لأطباء الطوارئ.